# Extol (album)
Extol è il quinto album in studio del gruppo musicale metal norvegese Extol, pubblicato nel 2013.

## Tracce
1. Betrayal – 4:20
2. Open the Gates – 4:28
3. Wastelands – 4:59
4. A Gift Beyond Human Reach – 4:06
5. Faltering Moves – 5:57
6. Behold the Sun – 4:15
7. Dawn of Redemption – 4:18
8. Ministers – 4:19
9. Extol – 4:03
10. Unveiling the Obscure – 5:39